# Noce (UPL di Palermo)
Noce è la trentesima unità di primo livello di Palermo.
È situata nella zona centro-occidentale della città; fa parte della V Circoscrizione.